# Taxonomie (biologie)

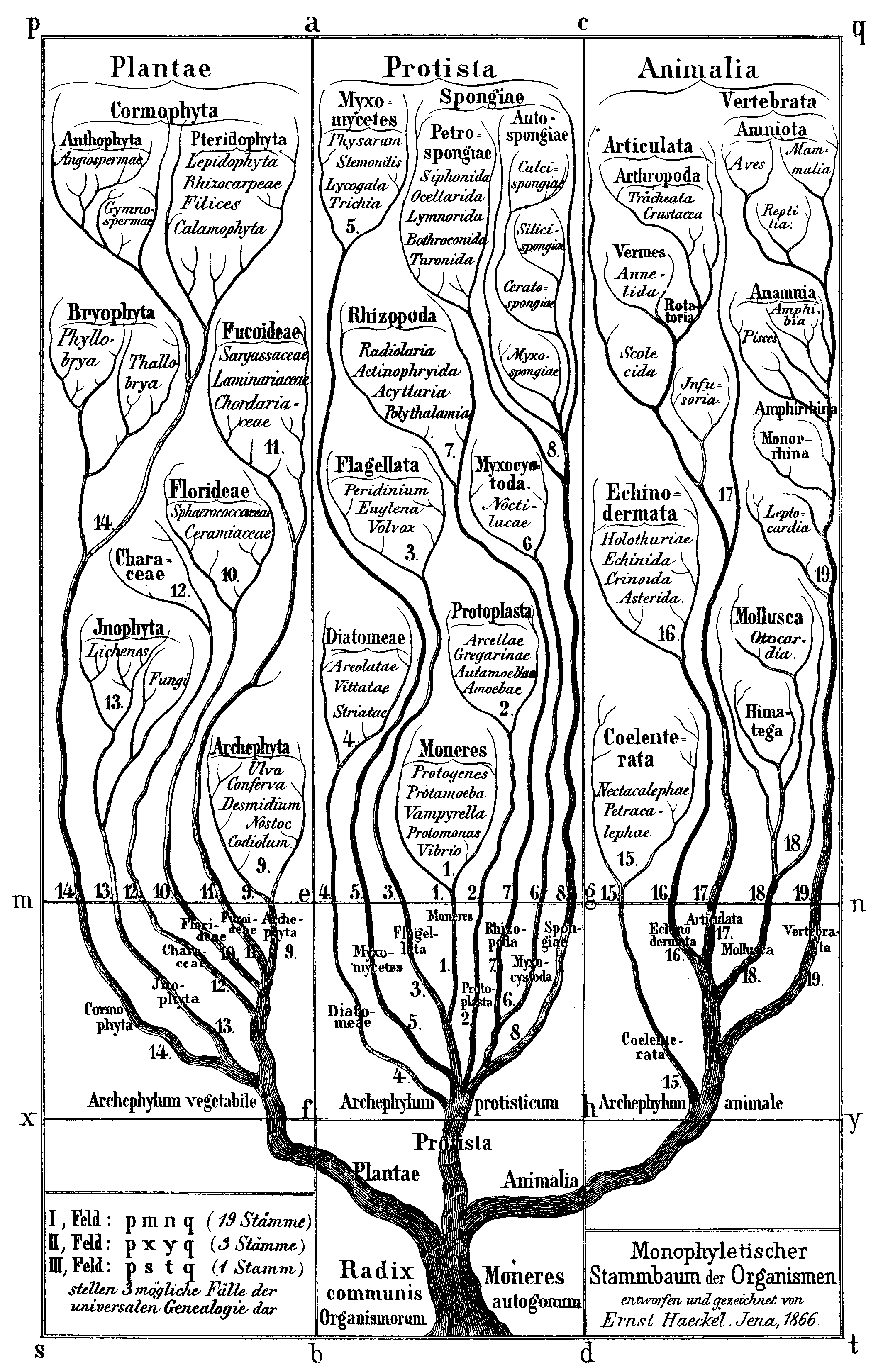
De stamboom van levensvormen door Ernst Haeckel, 1866

Taxonomie is een vakgebied in de biologie dat zich bezighoudt met het vinden, onderscheiden en beschrijven, benoemen en indelen van alle levende organismen op basis van gemeenschappelijke kenmerken. 
Organismen kunnen worden ingedeeld in taxa (hiërarchisch geordende verwantschapsgroepen) en deze groepen krijgen een taxonomische rang. De taxonomische hiërarchie ontstaat door het samenvoegen van groepen van een bepaalde rang, die dan tezamen een hogere rang vormen. Voorbeeld: soorten worden steeds in een geslacht geplaats, geslachten kunnen weer (op grond van hun verwantschap) worden samengevoegd in een familie.
De belangrijkste rangen die in de moderne biologie gebruikt worden, zijn domein, rijk, stam (ook wel fylum), klasse, orde, familie, geslacht en soort. De Zweedse natuuronderzoeker Carl Linnaeus wordt beschouwd als de grondlegger van biologische taxonomie. Hij ontwikkelde een systeem waarin soorten geclassificeerd werden op basis van gedeelde kenmerken, en bracht de in zwang zijnde lange beschrijvende namen terug tot twee woorden: de binominale nomenclatuur.
In de moderne taxonomie gebeurt de indeling van de soorten vaak op basis van evolutionaire verwantschap, waarbij gebruikgemaakt wordt van de cladistiek. Dankzij verbeterde beeldvorming en moleculaire technieken is het mogelijk geworden evolutionaire relaties van zowel levende als uitgestorven soorten preciezer vast te stellen. Groepen organismen kunnen gecatalogiseerd, gedocumenteerd en vindbaar gemaakt worden in taxonomische databases. Een vakgebied waarvan taxonomie een onderdeel is, is de (bio)systematiek, hoewel de termen veelal door elkaar heen worden gebruikt. Systematiek zoekt ook naar de verklaring van de biodiversiteit en de verspreiding van de taxa op aarde.

## Wetenschapsgeschiedenis van de taxonomie
De classificatie van organismen is al heel oud; de eerste die hiertoe een schriftelijke poging deed was Aristoteles. Hij deelde de dieren in in bloedhebbende dieren, een groep die overeenkomt met de huidige gewervelden, en de bloedloze dieren, wat overeenkomt met de ongewervelden.
Linnaeus heeft in de 18e eeuw baanbrekend taxonomisch werk verricht. Zijn systematische indelingen waren vooral gebaseerd op onderzoek naar de morfologie en anatomie van planten en dieren.
Met behulp van de microscoop, een uitvinding uit de 17e eeuw, werd onderzoek verricht naar de inwendige, microscopische structuur van organismen. Zo ontstonden de biologische vakgebieden van de cytologie (celbiologie) en histologie (weefselleer).
De term taxonomie werd in 1813 geïntroduceerd door de Candolle in zijn Théorie élémentaire de la botanique.

## Hiërarchie
Taxa kunnen hiërarchisch ingedeeld worden in een taxonomische boom, in bijvoorbeeld de volgende twaalf rangen:
| Nederlands            | Latijn               | Engels          | Duits           | Frans                          | Frysk                 | rang        |
| --------------------- | -------------------- | --------------- | --------------- | ------------------------------ | --------------------- | ----------- |
| Domein                | Imperium Superregnum | Domain          | Domäne          | Domaine                        | Domein                | primair     |
| Supergroep            | -                    | Supergroup      |                 |                                | Supergroep            | (voorlopig) |
| Rijk                  | Regnum               | Kingdom         | Reich           | Règne                          | Ryk                   | primair     |
| Fylum, Stam, Afdeling | Divisio Phylum       | Division Phylum | Abteilung Stamm | Embranchement Division, Phylum | Ofdieling Stam, Fylum | primair     |
| Klasse                | Classis              | Class           | Klasse          | Classe                         | Klasse                | primair     |
| Orde                  | Ordo                 | Order           | Ordnung         | Ordre                          | Oarder                | primair     |
| Familie               | Familia              | Family          | Familie         | Famille                        | Famylje               | primair     |
| Tak                   | Tribus               | Tribe           | Tribus          | Tribu                          | Tûke                  | secundair   |
| Geslacht              | Genus                | Genus           | Gattung         | Genre                          | Geslacht              | primair     |
| Sectie                | Sectio               | Section         | Sektion         | Section                        | Seksje                | secundair   |
| Reeks                 | Series               | Series          |                 |                                | Searje                | secundair   |
| Soort                 | Species              | Species         | Art             | Espèce                         | Soart                 | primair     |
| Ondersoort            | Subspecies           | Subspecies      | Unterart        | Sous-espèce                    | Undersoart            | secundair   |
| Variëteit             | Varietas             | Variety         |                 | Variété Race                   | Fariaasje             | secundair   |
| Vorm                  | Forma                | Form            |                 | Forme Type                     | Foarm                 | secundair   |

De primaire rangen in de afbeelding zijn het belangrijkst. Bij een classificatie zullen deze in de praktijk altijd worden vermeld. De basiseenheid voor identificatie is de soort. Verwante soorten worden gegroepeerd in geslachten en deze weer in families.
Er zijn meer rangen mogelijk. Om organismen overeenkomstig deze hiërarchie een naam te geven wordt in de praktijk de binomiale nomenclatuur gebruikt. De gebruikte rangen in de plantkunde en in de zoölogie komen niet altijd overeen.

### Uitgangen
Taxa boven het niveau van geslacht krijgen vaak een naam gebaseerd op de naam van een geslacht. Deze namen hebben een standaarduitgang, afhankelijk van de code die van toepassing is.
| Taxa                 | Taxa     | Taxa      | Taxa       | Taxa   | Taxa        |
| Taxonomische rang    | Planten  | Algen     | Schimmels  | Dieren | Virussen    |
| -------------------- | -------- | --------- | ---------- | ------ | ----------- |
| Fylum, Stam, Divisie | -phyta   | -phyta    | -mycota    |        | -viricota   |
| Subfylum, Onderstam  | -phytina | -phytina  | -mycotina  |        | -viricotina |
| Klasse (Classis)     | -opsida  | -phyceae  | -mycetes   |        | -viricetes  |
| Onderklasse          | -idae    | -phycidae | -mycetidae |        |             |
| Orde (Ordo)          | -ales    | -ales     | -ales      |        | -virales    |
| Superfamilie         |          |           |            | -oidea |             |
| Familie (Familia)    | -aceae   | -aceae    | -aceae     | -idae  | -viridae    |
| Onderfamilie         | -oideae  | -oideae   | -oideae    | -inae  | -virinae    |
| Supertribus          |          |           |            | -itae  |             |
| Tribus               | -eae     | -eae      | -eae       | -ini   |             |
| Subtribus            | -inae    | -inae     | -inae      | -ina   |             |
| Geslacht (Genus)     | Ø        | Ø         | Ø          | Ø      | -virus      |
| Ondergeslacht        | Ø        | Ø         | Ø          | Ø      | -virus      |

### Voorbeeld
| Taxonomische rang       | Taxa voorbeelden | Taxa voorbeelden | Taxa voorbeelden               | Taxa voorbeelden                       | Taxa voorbeelden                                              |
| ----------------------- | ---------------- | ---------------- | ------------------------------ | -------------------------------------- | ------------------------------------------------------------- |
| (geen, informele groep) | prokaryoten      | prokaryoten      |                                |                                        | Virussen                                                      |
| Domein, Imperium        | Bacteria         | Archaea          | Eukaryota                      | Eukaryota                              | Riboviria                                                     |
| Supergroep              |                  |                  | Unikonta                       | Archaeplastida                         |                                                               |
| (clade zonder rang)     |                  |                  | Opisthokonta                   |                                        |                                                               |
| Rijk                    |                  |                  | Animalia                       | Viridiplantae                          | Orthornavirae                                                 |
| Onderrijk               |                  |                  | Eumetazoa                      | Streptobionta                          |                                                               |
| (clade zonder rang)     |                  |                  | Bilateria                      |                                        |                                                               |
| (clade zonder rang)     |                  |                  | Protostomia                    |                                        |                                                               |
| Superstam               |                  |                  | Ecdysozoa                      | Embryophyta                            |                                                               |
| (clade zonder rang)     |                  |                  |                                | Tracheophyta                           |                                                               |
| (clade zonder rang)     |                  |                  |                                | Euphyllophyta                          |                                                               |
| (clade zonder rang)     |                  |                  |                                | Lignophyta                             |                                                               |
| (clade zonder rang)     |                  |                  |                                | Spermatophyta                          |                                                               |
| Fylum, Stam, Afdeling   | Firmicutes       | Euryarchaeota    | Arthropoda                     | Angiospermae, Angiospermophyta         | Pisuviricota                                                  |
| Onderstam (Subfylum)    |                  |                  |                                |                                        |                                                               |
| Klasse                  | Clostridia       | Methanomicrobia  | Insecta                        | Asteropsida, 'eudicots'                | Pisoniviricetes                                               |
| (clade zonder rang)     |                  |                  |                                | 'superrosids'                          |                                                               |
| (clade zonder rang)     |                  |                  |                                | 'malvids'                              |                                                               |
| Orde                    | Clostridiales    | Halobacteriales  | Lepidoptera                    | Brassicales                            | Nidovirales                                                   |
| Superfamilie            |                  |                  | Papilionoidea                  |                                        |                                                               |
| Familie                 | Clostridiaceae   | Halobacteriaceae | Pieridae                       | Brassicaceae                           | Coronaviridae                                                 |
| Subfamilie              |                  |                  | Pierinae                       |                                        | Orthocoronavirinae                                            |
| Geslachtengroep, tribus |                  |                  |                                |                                        |                                                               |
| Geslacht (Genus)        | Clostridium      | Natromonas       | Pieris                         | Brassica                               | Betacoronavirus                                               |
| Ondergeslacht           |                  |                  |                                |                                        | Sarbecovirus                                                  |
| Sectie                  |                  |                  |                                |                                        |                                                               |
| Reeks, series           |                  |                  |                                |                                        |                                                               |
| Soort (Species)         | C. botulinum     | N. pharaonis     | P. brassicae (groot koolwitje) | B. oleracea (kool)                     | Severe acute respiratory syndrome, Coronavirus 2 (SARS-CoV-2) |
| Ondersoort              |                  |                  | P. brassicae nepalensis        |                                        |                                                               |
| Variëteit               |                  |                  |                                | B. oleracea var. oleracea (wilde kool) |                                                               |
| Vorm (forma)            |                  |                  |                                |                                        |                                                               |

## Taxonomie en evolutie
Bij het classificeren van planten en dieren werd aanvankelijk vooral gekeken in hoeverre bepaalde soorten uiterlijk op elkaar lijken. Er werd naar die kenmerken gekeken die men het belangrijkst vond, zoals de kenmerken van de voortplantingsorganen bij planten, of skeletkenmerken bij dieren. 
De bedoeling was om zo een overzichtelijke catalogus van het leven te kunnen maken, zoals onder anderen Linnaeus deed. Hij beschouwde soorten als vast en onveranderlijk, en in die zin ook niet meer of minder met elkaar verwant. Zijn indeling van het plantenrijk op basis van de aantallen meeldraden en stempels in een bloem is een voorbeeld van een taxonomie waarin een plantensoort snel en eenvoudig een plaats in het systeem krijgt. Bij dit type taxonomie is in wezen elke classificatie even goed, als ze maar makkelijk toepasbaar is.
In de 19e eeuw kwam ook de paleontologie op: het bestuderen van fossielen, hun ouderdom, hun bouw (de morfologie en anatomie) en hun verspreidingsgebied. Dit leverde tal van inzichten op over veranderingen van taxa in de tijd en daarmee over hun afkomst en verwantschappen. Een van de uitvloeisels hiervan was de evolutietheorie. Tegenwoordig wordt er in de biologische taxonomie naar gestreefd een indeling van het leven te maken die de evolutionaire verwantschappen zo goed mogelijk weerspiegelt. Bij deze taxonomie is er uiteindelijk maar één stamboom die de juiste is, wat niet wil zeggen dat er dan geen discussie meer is over het toekennen van een rang aan de takken van de boom en het geven van namen daaraan.

## Ontwikkelingen in de biologische taxonomie

### Erfelijke eigenschappen
In de laatste decennia van het tweede millennium werd voor levende organismen een nieuwe bron van informatie gebruikt, namelijk de vergelijking van sequenties van aminozuren in eiwitten of van nucleotiden in DNA of RNA (onderdeel van moleculaire data). 
Het indelen op grond van erfelijke eigenschappen moet niet verward worden met genetica, het bestuderen van deze erfelijke eigenschappen.

### Cladistiek

Cladistische taxonomie
Reptielen vormen een parafyletische groep. De groep kan monofyletisch gemaakt worden door er de vogels (Aves) in op te nemen

Een andere ontwikkeling is die van de cladistiek. De opbouw van dit systeem geschiedt vanuit monofyletische taxa (meervoud van taxon).
Dat wil zeggen dat:
1. de groep van één voorouder afstamt,
2. alle afstammelingen van die voorouder ook tot die groep behoren.

Een taxon dat niet aan de eerste eis voldoet, is polyfyletisch en een taxon dat wel aan de eerste maar niet aan de tweede eis voldoet, is parafyletisch. Zowel polyfyletische als parafyletische taxa worden door cladisten als ongewenst beschouwd.

### Verouderde inzichten
Sommige taxa zijn zo ingeburgerd dat zij om die reden niet zijn afgeschaft. Een goed voorbeeld is de klasse Reptilia. Reptiel is een volledig ingeburgerd begrip en is deel van het dagelijks spraakgebruik geworden. Voor de pure cladisten is echter de klasse Reptilia onaanvaardbaar, omdat de vogels bijvoorbeeld erin ontbreken, terwijl ook zij afstammen van de laatste voorouder die de huidige slangen, hagedissen, brughagedissen, krokodillen en schildpadden gemeen hebben. Reptilia is dus een parafyletisch taxon.
Uit DNA-onderzoek van de zoogdieren is gebleken dat een ingeburgerd taxon als de orde Insectivora in werkelijkheid polyfyletisch is. De tenreks en goudmollen, twee families die uitsluitend in Afrika en Madagaskar voorkomen, bleken eerder aan de olifanten, zeekoeien, aardvarkens en klipdassen dan aan de egels en spitsmuizen verwant. Ook bleken de walvissen meer aan de nijlpaarden dan aan de uitgestorven Mesonychidae verwant, in weerwil van de stellige zekerheid waarmee paleontologen zich ook over die laatste verwantschap hadden uitgesproken.

### Plantentaxonomie
In de taxonomie van de bedektzadigen heeft de Angiosperm Phylogeny Group (APG) sinds 1998 voor flinke veranderingen gezorgd. De indeling van de hogere groepen was tot voor kort vooral gebaseerd op morfologische en biochemische kenmerken, waarbij het aan de botanici was om te bepalen welke van die kenmerken van doorslaggevend belang waren. Welke kenmerken primair van belang zijn voor de systematische positie van een groep werd subjectief bepaald. Kenmerken die te maken hadden met de voortplanting werden voor belangrijk gehouden, zoals bij bloemplanten de aantallen meeldraden en vruchtbladen.
De APG heeft gestreefd naar brede consensus over een indeling die gebaseerd is op overeenkomsten in het DNA, waarbij de verwantschappen op grond van kansrekening worden vastgesteld. De benadering van de APG betekent op twee fronten een breuk met het verleden. In de eerste plaats wordt de voorgestelde indeling door een grote groep botanici gemaakt en niet, zoals voorheen, door één of twee auteurs. In de tweede plaats komt de indeling grotendeels door berekeningen tot stand en niet door de subjectieve bepaling welke kenmerken primair van belang zijn voor de systematische positie van een groep. De APG heeft inmiddels het vierde verslag van haar werk gepubliceerd als het APG IV-systeem (2016).